# Tour des Tallianti
La tour des Tallianti (en italien : Torre dei Tallianti) est une ancienne tour médiévale de la ville d'Ivrée au Piémont en Italie.

## Histoire
Le palais et sa tour furent bâtis entre le XIIe siècle et le XIIIe siècle par l'ancienne maison des Tallianti, disparue en 1740.
La tour fut l'objet d'une restauration en 2015.

## Description
Le bâtiment se développe autour d'une cour intérieure, sur le côté est de laquelle se dresse la tour proprement dite, de plan carré.